# George Safford Parker
Pour les articles homonymes, voir Parker et George Parker (homonymie).
George Safford Parker, né le 1er novembre 1863 à Shullsburg (Wisconsin) et décédé le 19 juillet 1937 à Chicago (Illinois) est un inventeur et industriel américain.
George Parker était formateur pour le télégraphe à Janesville, dans le Wisconsin, et exerçait une activité secondaire de vente et de réparation de stylos à plume. Consterné par le manque de fiabilité des stylos, il expérimenta divers moyens d'empêcher les fuites d'encre. En 1888, Parker fonda la Parker Pen Company à Janesville. L'année suivante, il déposa son premier brevet de stylo à plume. 
En 1908, son usine sur Main Street à Janesville était considérée comme le plus grand centre de fabrication de stylos dans le monde. Parker devint par la suite l'une des premières marques de stylos dans le monde et l'une des premières marques ayant une présence à l'échelle mondiale. 
La George S. Parker High School à Janesville a été nommée en son honneur.

## Voir
- Parker (stylo)